# Скевинг, Гюннлёйгюр
Гюннлёйгюр Оускар Скевинг (исл. Gunnlaugur Óskar Scheving; 8 июня 1904, Рейкьявик — 9 сентября 1972, Рейкьявик) — исландский художник, которого называют «исландским Шагалом».

## Биография
Родился 8 июня 1904 года в Рейкьявике.
В 1921 году учился в Рейкьявике у скульптора Эйнара Йоунссона (1874—1954) и художника Гвюдмюндюра Торстейнссона, известного как Мюггюр (1891—1924).
В 1923 году отправился в Копенгаген, чтобы поступить в Датскую королевскую академию искусств. В том же году учился у датского художника Вигго Брандта (1882—1959) в Государственном музее искусств. Готовясь к поступлению жил в доме скульптора Нины Саймюндссон (1892—1965), которая сама жила в Италии. Вынужден был на время вернуться в Исландию. Учился в академии в 1925—1929 годах у Эйнара Нильсена (1872—1956) и Акселя Йёргенсена (1883—1957).
Женился на однокурснице Грете Линк (Grete Linck; 19 ноября 1908 — 20 июня 1992), дочери датского журналиста Хельге Линка и сестре писателя Могенса Линка:
Мы вернулись в Сейдисфьордюр и стали жить вместе, затем переехали в Рейкьявик и вместе выставлялись там в 1933 году, но в начале войны моя девушка была за границей, и через несколько лет мы развелись…
Оригинальный текст (исланд.)Við fluttumst heim til Seyðisfjarðar og fórum að búa saman, síðan til Reykjavíkur og sýndum þar saman 1933, en í byrjun stríðsins var stúlkan mín erlendis — og við skildum að lögum nokkrum árum síðar...
3 января 1943 года Грета вышла замуж за датского художника Нильса Грёнбека (1907—1991).
Дебютировал на выставках в начале 1930-х годов. Предпочитал изображать повседневную жизнь рыбаков.
В качестве художественного критика писал для газеты Morgunblaðið.
Умер 9 сентября 1972 года.